# Gerhard Sailer (Denkmalpfleger)
Gerhard Sailer (* 29. November 1931 in Wien; † 17. Dezember 2002) war ein österreichischer Jurist und Präsident des Bundesdenkmalamtes.

## Leben
Gerhard Sailer studierte Rechts- und Staatswissenschaften an der Universität Wien und promovierte 1953. Nach dem Gerichtsjahr arbeitete er bei der Finanzprokuratur und legte 1959 die Rechtsanwaltsprüfung ab. Bei der Finanzprokuratur vertrat er die Anliegen des Wirtschaftsressorts und des Wissenschaftsressorts und die Kulturverwaltung, damit auch die Universität Wien und die Bundesmuseen. Von 1982 bis 1997 war er Präsident des Bundesdenkmalamtes.
Sailer wurde am Grinzinger Friedhof (Gruppe 19, Nummer 116) bestattet.